# Austrogomphus amphiclitus
Austrogomphus amphiclitus är en trollsländeart som först beskrevs av Selys 1873.  Austrogomphus amphiclitus ingår i släktet Austrogomphus och familjen flodtrollsländor. IUCN kategoriserar arten globalt som livskraftig. Inga underarter finns listade i Catalogue of Life.